# W33 (ядерна боєголовка)

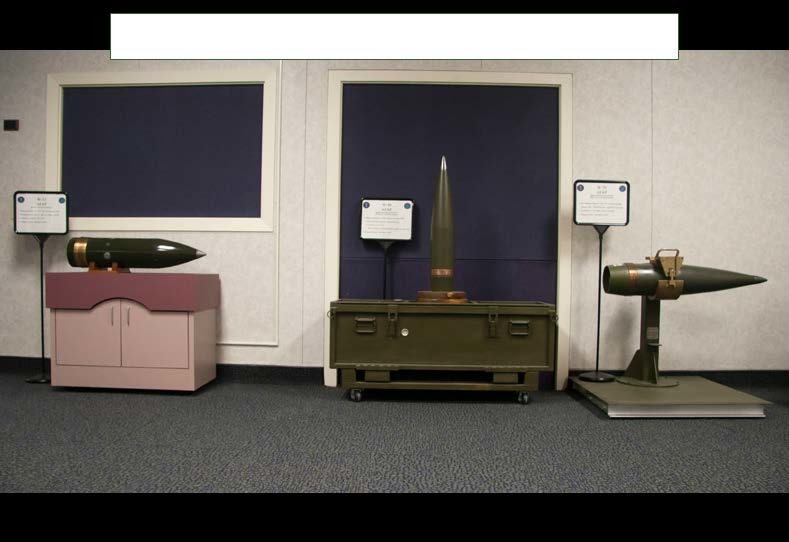
W33 AFAP на дисплеї (ліворуч)

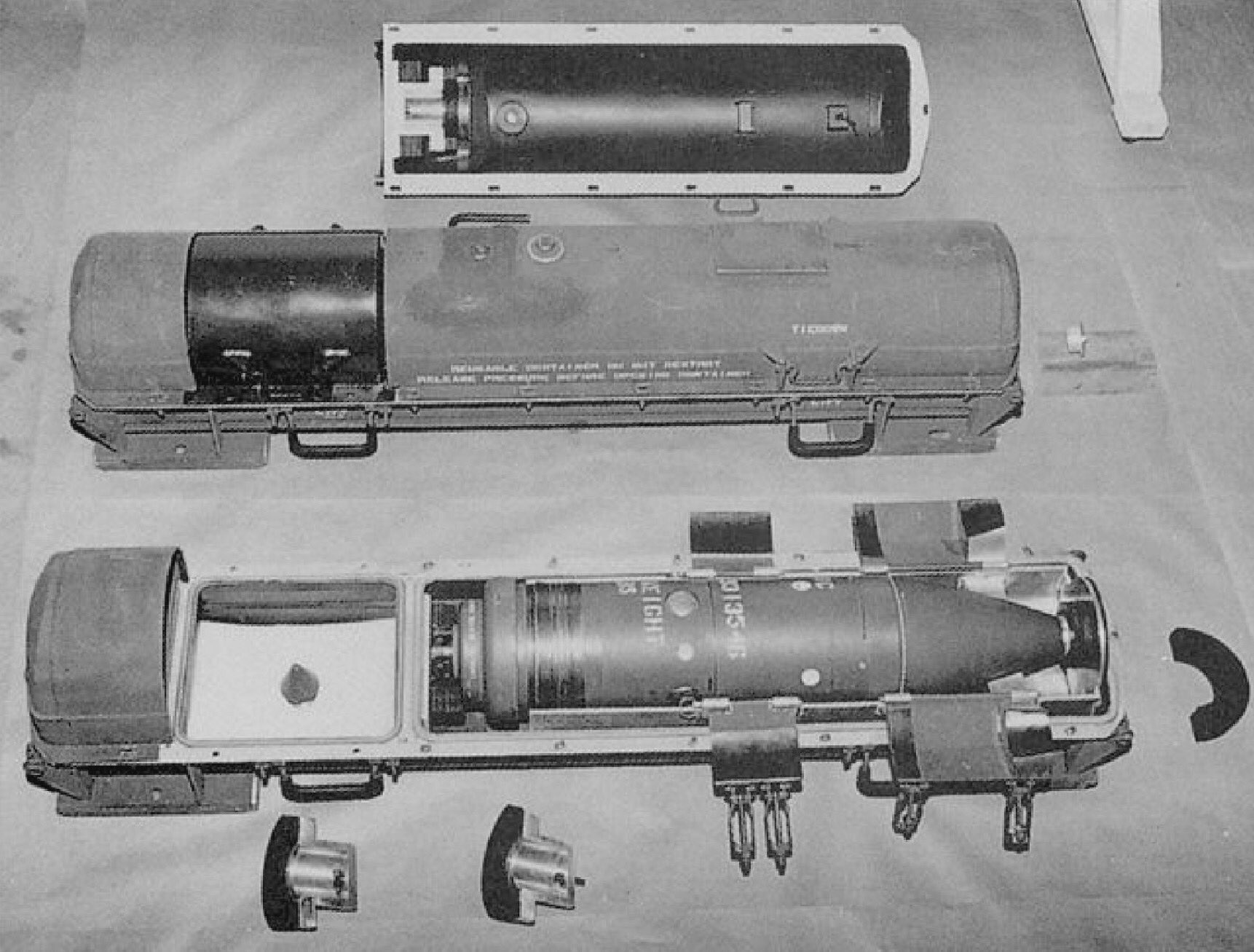
Ядерний артилерійський снаряд W33 (M422) у контейнері для зберігання

W33 (також відомий як Mark 33, T317 і M422) був американським ядерним артилерійським снарядом, призначеним для використання в 8-дюймів (203 мм) гаубиця М110 і гаубиця M115.
Всього було виготовлено 2000 снарядів W33, причому перші серійні боєголовки надійшли на склад у 1957 році. W33 залишався в експлуатації до 1992 року. Боєголовка використовувала збагачений уран (під кодовою назвою oralloy) як ядерний матеріал, що розщеплюється, і могла використовуватися у двох різних конфігураціях потужності. Це вимагало складання та вставлення різних ям, причому кількість використовуваних матеріалів, що розщеплюються, контролювала, чи буде низьким чи високим руйнівний вихід. Версія W33 з найвищою потужністю, можливо, була зброєю з прискореним розщепленням.

## Історія
Розробка W33 була санкціонована Армійським артилерійським корпусом у червні 1953 року. Вважалося, що снаряд, який може бути випущений зі стандартної мобільної польової гаубиці, буде більш ефективним, а також матиме психологічний ефект у наземній війні. Конструкція також передбачає можливість звільнення з військово-морського 203 мм і використовуватиме ядерні компоненти від W9 280 мм ядерний артилерійський снаряд. 
Початкове армійське позначення зброї було Shell, AE, 8-inch, T317, а номенклатура Комісії з атомної енергії (AEC) – Mark 33. Армії було доручено проектувати, конструювати та накопичувати неядерні компоненти зброї, тоді як AEC було доручено проектувати та будувати ядерні компоненти.

## Конструкція
У зброї використовувалися ядерні компоненти від W9 280 мм ядерний артилерійський снаряд, а вони, у свою чергу, були отримані з ядерних компонентів ядерної бомби Mark 8. За офіційними даними, зброя була гарматної конструкції і мала дальність стрільби 18 км.

## Тести
W33 — це третя відома модель зброї ділення гарматного типу яку було підірвано, і друга як тестовий вибух. W33 був випробуваний двічі, перший раз під час операції Пламбоб Лаплас 8 вересня 1957 року з виходом 1 кілотонна ТНТ (4,2 ТДж) і TX-33Y2 в операції Nougat Aardvark 12 травня 1962 року з потужністю 40 кілотонн ТНТ (170 ТДж).
Жоден з тестів не включав стрільбу з W33 із справжньої гаубиці. Пламбоб Лапласа було випробувано запущено з пристрою, який висів на повітряній кулі на висоті 230 метрів. Nougat Aardvark був випробуваний під землею на глибині 434 метри.
Попередніми детонаціями гарматного типу були ядерна зброя Малюк Mark-2 яка використовувалася в Хіросімі під час Другої світової війни, а також тестовий запуск 280-міліметрового ядерного артилерійського снаряду W9 під час тестового пострілу Upshot-Knothole Grable 25 травня 1953 р.